# Molophilus nerriga
Molophilus nerriga là một loài ruồi trong họ Limoniidae. Chúng phân bố ở miền Australasia.